# Kwantumroodverschuiving
De kwantumroodverschuiving is een pseudowetenschappelijke theorie, gebaseerd op een hypothetisch kosmologisch  model dat volgens Barry Setterfield en enkele andere creationisten een alternatieve verklaring kan geven voor de roodverschuiving van het sterrenlicht. 
De algemeen aanvaarde wetenschappelijke verklaring van de roodverschuiving is dat alle materie in het universum zich sinds de oerknal met grote snelheid uit elkaar aan het bewegen is, waarbij het licht van de sterren als het op aarde arriveert aan de werking van het dopplereffect onderhevig is. De leeftijd van het heelal komt hiermee op miljarden jaren te liggen.
Het model van de kwantumroodverschuiving poogt hiervoor een alternatieve verklaring te geven. Het ontkent het bestaan van een dopplereffect niet bij een bewegende lichtbron, maar gaat ervan uit dat de sterren na een eenmalige, uiterste snelle expansie tot stilstand zijn gekomen. Het directe gevolg hiervan zou zijn dat de bepaling van de leeftijd van het heelal op basis van de roodverschuiving ongeldig is, en tot enkele duizenden jaren terug te brengen is. Een resultaat dat uitstekend in de visie van het creationisme past. 

## Kenmerken
Het model acht zich gesteund op de volgende waarnemingen: 
- Metingen van de lichtsnelheid zouden een afname laten zien over de eeuwen heen.
- Metingen van de roodverschuiving van verschillende sterrenstelsels zouden in 'kwanta' voorkomen en dus niet continu zijn.
- Verderstaande objecten zouden zich in slow motion schijnen te bewegen.

De geldigheid van deze waarnemingen is echter twijfelachtig (zie onderaan) en bovendien geven de bedenkers van het model bij voorbaat toe dat ze zich door de Bijbel laten inspireren. Mede hierdoor beschouwen nagenoeg alle  natuurkundigen het als pseudo-wetenschap, en zelfs onder creationisten is het een minderheidsstandpunt dat sterk wordt bekritiseerd (zie 'externe links').

## Kerngedachte
Het model van de kwantumroodverschuiving gaat ervan uit dat de roodverschuiving van het sterrenlicht het gevolg is van een continue energietoename in het heelal. Hierdoor stralen alle atomen in het heelal een golflengte uit die verschoven is naar het blauwe spectrum. De golven die vroeger door de atomen uitgezonden werden, lagen dus meer naar het rode spectrum, vandaar de roodverschuiving. Als gevolg van de algehele energietoename in het heelal zou dan de lichtsnelheid afnemen, wat volgens de aanhangers van de theorie wordt waargenomen. 
Bij het bereiken van een bepaalde kwantumenergiehoeveelheid gedurende de geleidelijke energietoename van het heelal, zouden alle atomen een kwantum-energietoename krijgen. Daardoor zouden de energieniveaus van atomen in  kwanta of kleine sprongetjes stijgen, wat zou verklaren waarom roodverschuivingen van sterrenstelsels in groepjes van gelijke waarden (kwanta) voorkomen. 
De theorie geeft aldus een verklaring voor de beweerde afname van de lichtsnelheid (waardoor atoomklokken van elkaar afwijken) en voor de verandering van atomaire grootheden in de tijd.

## Nadere uitleg
De theorie van de kwantumroodverschuiving gaat uit van een initiële snelle expansie van het heelal, veel sneller dan in de oerknaltheorie wordt aangenomen. Tijdens deze initiële expansie kreeg het fysieke vacuüm een enorme potentiële energie in de vorm van elasticiteit of spanning. Deze spanningsenergie komt met de tijd vrij in de vorm van straling, hetgeen de nulpuntstraling (Zero Point Radiation) zou veroorzaken. De nulpuntsstraling zou in het begin klein zijn geweest, maar werd met de tijd groter.
De toename van de energiedichtheid resulteerde in een toename van de elektrische geleidbaarheid en de magnetische doordringbaarheid van de ruimte. Aangezien de lichtsnelheid omgekeerd evenredig is met deze beide eigenschappen, zal de lichtsnelheid door de hele kosmos afnemen, als de energiedichtheid van het vacuüm toeneemt. Dat de snelheid van het licht afhankelijk is van het medium waardoor het licht zich verplaatst is proefondervindelijk aangetoond: men heeft de lichtsnelheid teruggebracht tot 17 m/s door het door extreem opeengepakte natriumatomen te sturen met een temperatuur in de nabijheid van het absolute nulpunt. 
De afname van de lichtsnelheid is volgens de aanhangers van de theorie van de kwantumroodverschuiving gemeten: van 300.400 km/s in 1874 tot 299.766 in 1940. Omdat er behoud van energie is, veranderen de aan de lichtsnelheid gerelateerde atomaire constanten samen met de lichtsnelheid. 
Als de nulpuntsenergie in de ruimte voldoende is toegenomen (kwantum), ondergaan de elektronen van alle atomen in het universum een energieverhoging: de omloopbaan van het elektron neemt toe met een kwantum of sprong. Een grotere omloopenergie betekent dat de uitgezonden golflengten naar het blauwe spectrum opschuiven.  Het licht dat uitgestraald is vóór deze kwantumsprongen zal dus stapsgewijs roder zijn.
Volgens dit model is de roodverschuiving geen reden dat het heelal na de initiële expansie nu nog aan het uitdijen is.

## Wetenschappelijke waarde
Het model van de kwantumroodverschuiving is in vele opzichten problematisch, niet het minst omdat de bedenkers het openlijk op de bijbel baseren. Veel van de ondersteunende gegevens kunnen bovendien op andere manieren verklaard worden: 
- De schijnbare afname van de lichtsnelheid kan verklaard worden door de manier van meten. De methoden in 1874 waren veel onnauwkeuriger. Sinds 1950 is de nauwkeurigheid enorm toegenomen door het gebruik van lasertechnieken, het gebruik van elektronische dataverwerkingsapparatuur en van atoomklokken. Sinds 1960 meet men zo, en meet men de lichtsnelheid vrijwel onveranderlijk en bedraagt 299.792.458 meter per seconde. Echter volgens de nieuwe theorie loopt de atoomklok mee met afname van de lichtsnelheid, waardoor het ook op dit punt wetenschappelijk ontoetsbaar is.

- Het in groepjes voorkomen van de roodverschuiving van objecten in het heelal kan verklaard worden door het feit dat de materie in het heelal ongelijk is verdeeld. Het heelal heeft de structuur van een spons, waarbij dunne wanden opeengepakte sterrenstelsels worden afgewisseld door enorme leegtes. Als dit gegeven wordt meegenomen in bepalingen van de snelheden van objecten in het heelal blijken deze helemaal niet in kwanta gegroepeerd te zijn.

Verder verklaart het model niet hoe sterrenstelsels, planetenstelsels en andere fenomenen zich zo snel hebben kunnen vormen binnen luttele duizenden jaren. De wetenschappelijke waarde van het model is om al deze redenen naar alle waarschijnlijkheid gering, en is verder op sommige punten ontoetsbaar en op andere punten reeds gefalsificeerd.